# Brjoesa
Brjoesa (Russisch: полуостров Брюса) is een schiereiland in het district Chasanski van de Russische kraj Primorje, aan de Japanse Zee, op 15 kilometer van de plaats Slavjanka. Het schiereiland ligt aan de monding van de Amoerbaai, in het noordwestelijke deel van de Baai van Peter de Grote, tussen de Slavjanskibaai in het noorden en de Baklanbocht in het zuiden (beiden baaien van de Amoerbaai).

## Geografie
De oevers van het schiereiland lopen steil op uit zee en aan het oosteinde bevindt zich de vuurtorennederzetting Majak Bjoesse op Kaap Bjoesse (vuurtoren gesloten voor publiek). Andere nederzettingen op het schiereiland zijn Slavjanka en Baza Kroeglaja.
Het schiereiland is populair bij toeristen en dagjesmensen vanwege de diversiteit van landschappen. Aan noordzijde bevindt zich de Nerpabocht (boechta) en aan zuidzijde de Tsjirokbocht (goeba). Op het eiland bevinden zich vele stroompjes.
Het schiereiland is grotendeels bergachtig. Het hoogste punt ligt op 177 meter. De oevers zijn steil en rotsachtig. In de zee rondom het schiereiland bevinden zich vele rotsen, zowel boven als onder water. Het water nabij het schiereiland heeft een diepte van ongeveer 35 meter. Op ongeveer 2,5 kilometer ten zuiden van Brjoesa ligt het eiland Antipenko.

## Geschiedenis
Het schiereiland werd beschreven in 1855 door de bemanning van de Britse schepen Winchester en Barracuda, die hierlangs voeren op jacht naar Vasili Zavojko en zijn mannen. In 1862 werd het opnieuw beschreven door de expeditie van Vasili Babkin, die ook de naam Brjoesa op de kaart plaatste in 1865 (en op een Engelse kaart uit 1868 verschijnt deze naam ook). Mogelijk is deze naam gegeven door de Britten in 1855 ter ere van admiraal Bruce (Brjoesa in het Russisch), die hun eskader leidde toen ze het verlaten Petropavlovsk aandeden. Een andere versie leidt de naam af van Jacob Bruce, een (zelfverklaarde) 'Schotse' helper en generaal van Peter de Grote (Russisch: Jakov Brjoes). Hoe het ook zij, de naam van het schiereiland is niet altijd Brjoesa geweest: begin 20e eeuw worden zowel het schiereiland als de kaap aan het einde ervan 'Slavjanski' (van Slavjanka) genoemd.
Op 15 mei 1904, tijdens de Russisch-Japanse Oorlog, liep de Russische kruiser Bogatyr hier vast op de rotsen tijdens dichte mist. Een dag later dreigde ze tijdens een zware storm te kapseizen en werden in allerijl schepen aangerukt uit Vladivostok om de bemanning te hulp te schieten. Besloten werd om alle geschutstukken en commandotorens te verwijderen om te pogen het schip lichter te maken. Op 14 juni wist men na het water uit ondergelopen compartimenten te hebben gepompt het schip weer op dreef te krijgen en sleepten haar vervolgens naar Vladivostok om te worden gerepareerd.